# پهلو

برش سنتی آمریکایی

برش سنتی بریتانیایی

در کالبدشناسی، پهلوها (بخش بدون دندهٔ کمر) (به انگلیسی: loins) (یا lumbus) دو سوی کمر بین دنده‌های زیرین و لگن و بخش پایین کمر هستند. این اصطلاح برای توصیف آناتومی انسان و چهارپا، مانند اسب، خوک، یا گاو استفاده می‌شود. مرجع تشریحی همچنین در بارهٔ برش‌های خاص گوشت، از جمله استیک فیله یا فیله، صدق می‌کند.
ناحیه کمری ستون فقرات در ناحیه کمر بدن قرار دارد.